# 子張
子張（しちょう、紀元前503年 - ?）は、春秋陳の人で孔子の弟子の一人。子張は字、姓は顓孫（せんそん）、名は師。
孔門十哲のなかに子張は含められていないが、『論語』では子路・子貢に次いで出現回数が多く、子張篇の冒頭3節では子張の言葉を伝えているなど、きわめて重要な弟子であったと考えられる。また、『韓非子』顕学篇には儒家八派のひとつとして「子張の儒」があったことを述べている。同じ学派は『荀子』非十二子篇では「子張氏の賤儒」と非難されている。孔子の弟子としては孔門中、子賤と共に最年少者であり、孔子より48歳若いといわれる。人となり才が高く、意が広く、門戸を張って、人の感情などに拘らないところがあったという。
『礼記』檀弓上には、子張の子の申祥、および子張の弟子の公明儀の名が見える。

## 出身
陳国出身で、孔子より48歳若かったと『史記』仲尼弟子列伝に記す。『春秋左氏伝』荘公22年（紀元前672年）によると、陳で太子の禦寇が殺される事件があったときに、陳公の子であった陳完（田斉の祖）と陳顓孫は斉に逃亡した。陳顓孫はそこからさらに魯に逃げたという。子張はその子孫で、陳顓孫の名から顓孫を氏とした可能性がある。『史記』儒林列伝によると孔子の死後に陳に渡ったという。
一方、『呂氏春秋』孟夏紀・尊師では、子張が魯の鄙家の出身であったという（『尸子』勧学篇では「駔」（商人）であったとする）。

## 評価
有名な「過ぎたるはなお及ばざるがごとし」で「過」と評価された人物である（『論語』先進篇）。
また、同門の高弟である曾子は、「立派ではあるが、ともに仁をなすことは難しい」、子遊は「私たちの及び難い、優れた人材だとは思うが、まだ仁には至っていない」などと評している。（『論語』子張篇）

## 栄誉
南宋の咸淳3年（1267年）には、祭祀において顔回にかえて子張を十哲に加えた。